# Carex stokesii
Carex stokesii är en halvgräsart som beskrevs av Forest Buffen Harkness Brown. Carex stokesii ingår i släktet starrar, och familjen halvgräs. Inga underarter finns listade i Catalogue of Life.